# Ještědka (rybník)
Rybník Ještědka  je rybník o rozloze vodní plochy 2,03 ha nalézající se na Ještědském potoce asi 0,5 km severovýchodně od centra města Stráž pod Ralskem v okrese Česká Lípa. 
Rybník využívá místní organizace Českého rybářského svazu pro chov ryb.

## Galerie

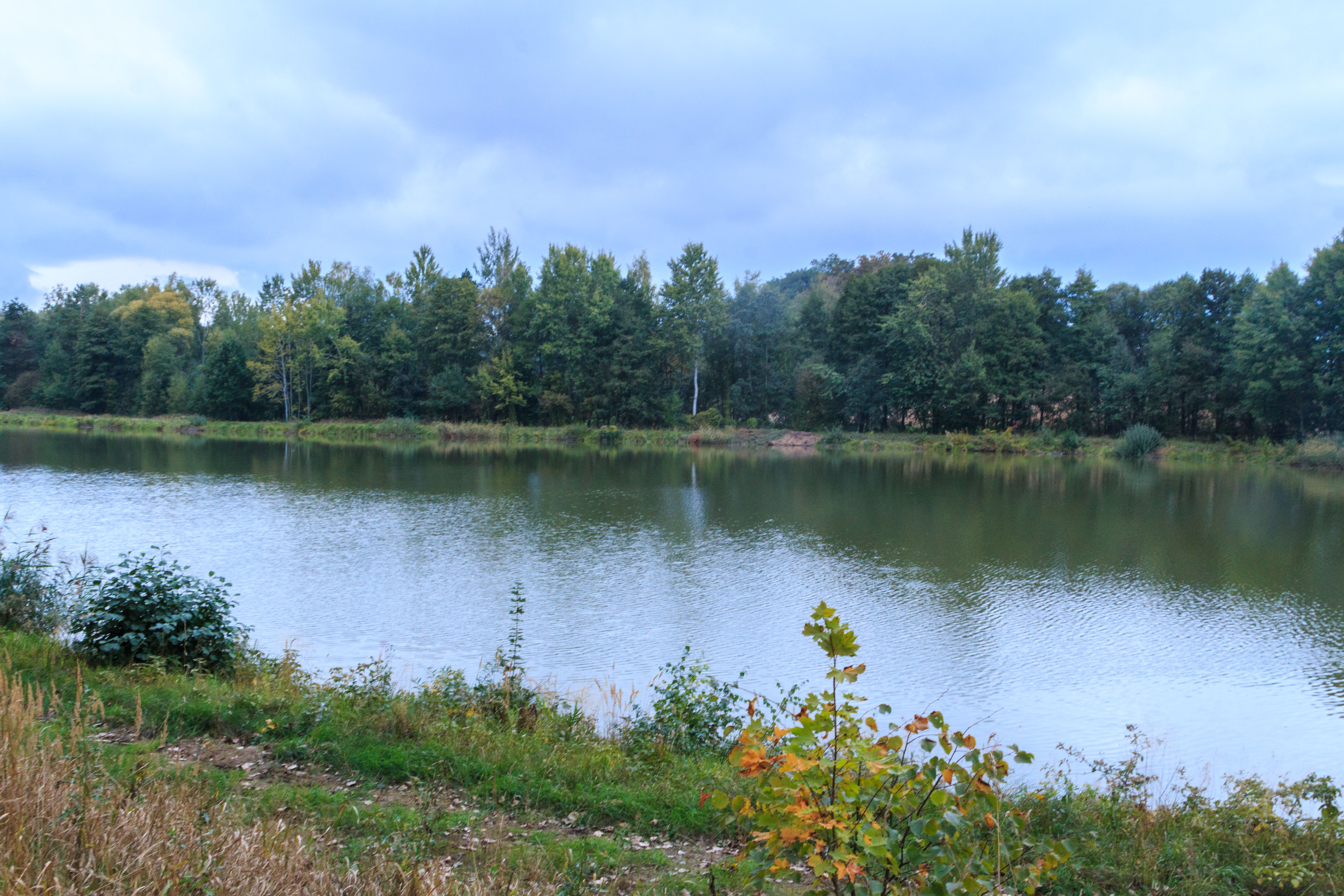
pohled na rybník Ještědka
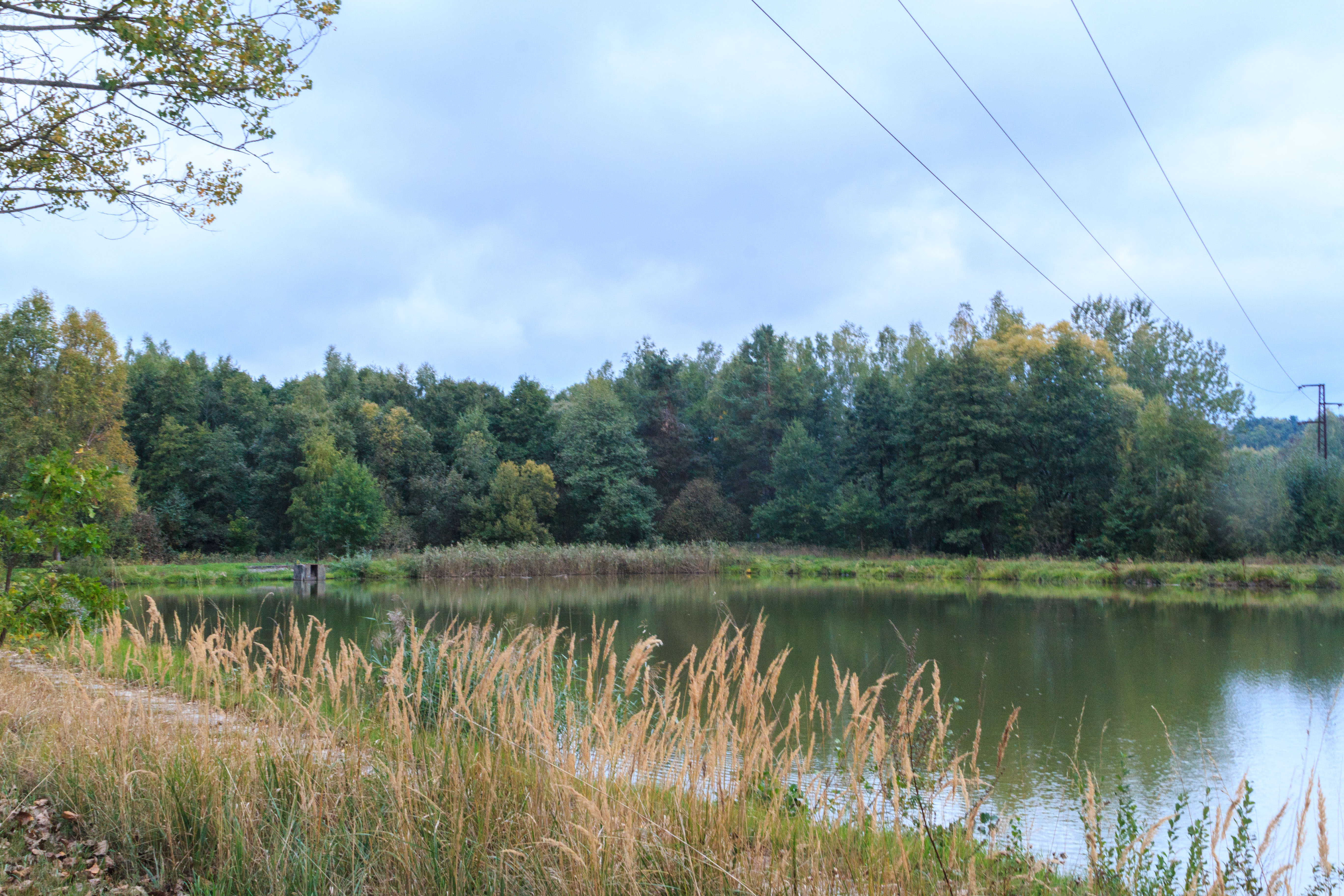
pohled na rybník Ještědka
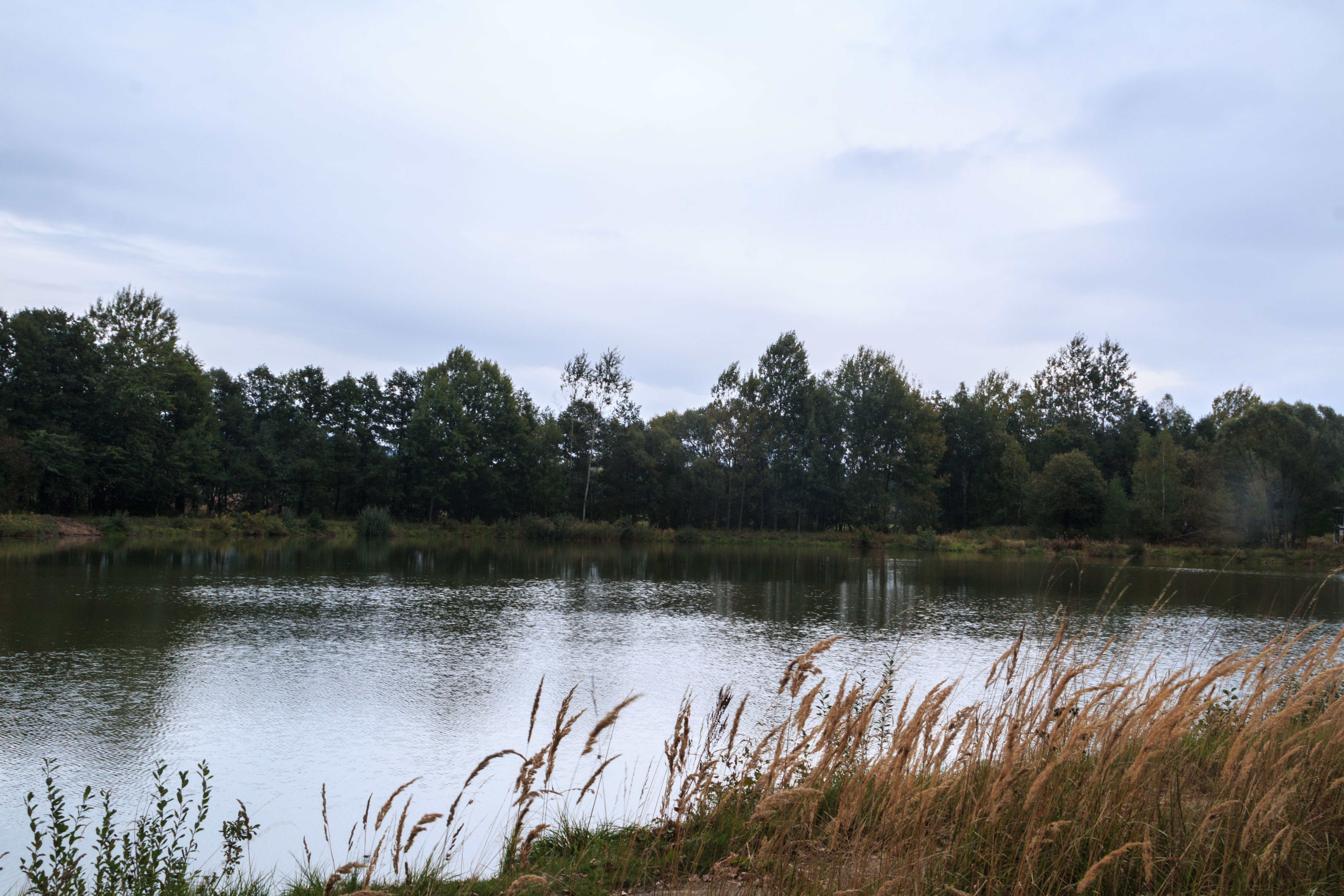
pohled na rybník Ještědka